# Maria Isabel Anna de Borbó
Maria Isabel Anna de Borbó i de Saxònia (Gaeta, 30 d'abril de 1743 — Nàpols, 5 de març de 1749) va ser una princesa napolitana, filla de Carles VII de Nàpols i V de Sicília i de Maria Amàlia de Saxònia, morta en la infància.
Nascuda al Palau Reial de Gaeta el 30 d'abril de 1743, va ser la tercera filla de Carles VII de Nàpols i V de Sicília —el futur Carles III d'Espanya— i de la princesa Maria Amàlia de Saxònia. Era neta per via paterna de Felip V d'Espanya i d'Isabel Farnese, i per via materna d'August III de Polònia i de Maria Josepa d'Àustria. Va tenir la consideració de princesa de Nàpols, però no va arribar a tenir la d'infanta d'Espanya, atès que va morir abans de l'ascens al tron del seu pare i tampoc hi havia encara tradició de donar el títol als nets dels reis.
El seu naixement no va despertar entusiasme a la cort, ni tan sols en la reina, que havia donat a llum a dues nenes de manera consecutiva, ambdues mortes en la infància, ja que el rei esperava el naixement d'un fill per assegurar la successió en els territoris italians atesa la possibilitat d'heretar el tron espanyol a la mort del seu germanastre, Ferran VI, sense descendència.
Va rebre, com a record, el nom de la seva difunta germana gran. Els padrins van ser els seus avis, els reis d'Espanya. Vers 1746, Clemente Ruta en feu un retrat, que posteriorment va acabar a les col·leccions del Museu del Prado, bé enviada des de Nàpols en algun moment o portada per Carles III en accedir al tron espanyol, per recordar la seva filla. Poc anys més tard va morir, abans de complir els sis, el 5 de març de 1749 al Palau Reial de Nàpols. Va ser enterrada a la basílica de Santa Clara de Nàpols.